# Anseba (rzeka)
Anseba – rzeka w Erytrei. Ma 215 mil (346 km) długości. Ma źródło w pobliżu miasta Asmara, płynie w kierunku północno-zachodnim, uchodzi do rzeki Baraka.